# Чёрная месса (фильм)
«Чёрная месса» (англ. Black Mass) — криминальная драма режиссёра Скотта Купера. Главные роли исполнили Джонни Депп и Джоэл Эдгертон.
Фильм основан на реальных событиях, в центре сюжета история жизни Уайти Балджера — бескомпромиссного и безжалостного гангстера, много лет водившего за нос и полицию, на которую тайно работал (и таким образом долго был неприкосновенен), и агентов ФБР, решивших его задержать. Сценарий основан на книге Дика Лера и Джерарда О’Нила — «Black Mass: The True Story of an Unholy Alliance Between the FBI and the Irish Mob», выпущенной в 2001 году.
30 июня 2014 года компания Warner Bros. объявила дату выхода фильма в прокат — 18 сентября 2015 года. 23 апреля 2015 года был выпущен дебютный трейлер киноленты. Мировая премьера состоялась 4 сентября 2015 года в рамках Венецианского кинофестиваля. Премьера в России состоялась 29 октября 2015 года.

## Сюжет
В 1975 году Джеймс «Уайти» Балджер, лидер «Банды зимних холмов», контролирует большую часть организованной преступности в Южном Бостоне вместе со своей правой рукой Стивеном Флемми, новичком Кевином Уиксом и бессердечным наемным убийцей Джонни Марторано. Балджер живёт со своей гражданской женой Линдси Сайр и их маленьким сыном Дугласом.
Господство Балджера оспаривает базирующаяся в Норт-Энде конкурирующая банда Ангиуло Бразерз, которая является частью мафиозной семьи Новой Англии. Агент ФБР Джон Коннолли возвращается в этот район. Он вырос в Южном Бостоне и был другом Уайти и его брата Уильяма «Билли» Балджерса; Билли теперь является президентом Сената штата Массачусетс. Коннолли пытается проникнуть в Ангиуло Бразерз и пытается заставить Уайти работать на ФБР. Хотя Уайти ненавидит идею быть крысой, он понимает, как поможет такая защита ему, его банде и его семье.
Дуглас страдает от синдрома Рея, опустошенная Линдси отключает его от системы жизнеобеспечения, несмотря на яростные возражения Уайти. Когда Ангиуло Бразерз убивают солдата Зимней горы, Уайти становится информатором.
Хотя Коннолли поддерживает его коллега Джон Моррис, их босс Чарльз Макгуайер с подозрением относится к Коннолли. Уайти все чаще использует свой статус информатора, используя «защиту» Коннолли в качестве прикрытия для своих преступлений. Когда Коннолли запрашивает информацию о местах вымогательства Ангиулос, Уайти показывает снимки укрытий банды конкурентов, что позволяет ФБР устанавливать прослушку телефонных разговоров. ФБР арестовывает Ангиулос, таким образом устраняя оставшихся противников власти Уайти. Коннолли, ослепленный своим прошлым, сближается с Уайти и бандой и даже приглашает их к себе домой на ужин. Его жена Мэриэнн видит негативные изменения в своем муже по мере того, как он становится ближе с агентом-информатором Уайти, включая принятие дорогих подарков и денег от банды.
Партнер Брайан Хэллориан идет в ФБР, чтобы сообщить об участии Уайти, к большому неудовольствию Коннолли. Затем Коннолли рассказывает Уайти об обвинении Хэллориана, что приводит к убийству Хэллориана и безымянного сообщника. После смерти его матери поведение Уайти становится все более жестоким и непредсказуемым, что ухудшает его отношения с Коннолли.
Когда прокурор «бульдог» Фред Уайшак назначен новым помощником прокурора США в Бостоне, Коннолли пытается подружиться и, возможно, отвлечь его внимание от Уайти, но Ушак прямо отказывает и требует от ФБР арестовать Уайти. Джон Макинтайр, информатор из банды Зимних холмов, сообщает о попытке Уайти контрабандой переправить оружие для ИРА. Партия конфискована, но Уайти убивает Макинтайра после того, как Коннолли дал наводку. Уайшак и Макгуайер расследуют деятельность Коннолли и его информатора Уайти и понимают, что большинство «подсказок», предоставленных Уайти, уже были получены из других источников. Моррис, разочарованный и опасающийся судебного преследования за его связь с деятельностью Коннолли, анонимно раскрывает отношения Коннолли и Уайти «The Boston Globe», в которой на первой полосе вышла статья о связях ФБР с организованной преступностью.
Коннолли, Флемми, Уикс и Марторано арестованы. Уайти бежит, но перед этим в последний раз прощается с Билли по таксофону. Моррис дает показания против Коннолли в обмен на неприкосновенность. Оглашены приговоры Коннолли и другим действующим лицам, в конце фильма рассказывается, что теперь уже пожилой Уайти был пойман ФБР в 2011 году.

## В ролях
- Джонни Депп — Джеймс «Уайти» Балджер
- Джоэл Эдгертон — Джон Коннолли
- Джесси Племонс — Кевин Уикс
- Бенедикт Камбербэтч — Уильям «Билли» Балджер[7][8]
- Кевин Бейкон — Чарльз Макгуайер[9]
- Дакота Джонсон — Линдси Сайр
- Дэвид Харбор — Джон Моррис[10]
- Рори Кокрейн — Стив Флемми
- Джулианна Николсон — Мэриэнн Коннолли
- Джеймс Руссо — Скотт Гарриола[11]
- Адам Скотт — Роберт Фицпатрик[12]
- Джереми Стронг — Джош Бонд[13]
- Брэд Картер — Джон Макинтайр
- У. Эрл Браун — Джонни Марторано
- Джуно Темпл — Дебора Хасси
- Кори Столл — Фред Уайшак
- Питер Сарсгаард — Брайан Хэллориан[14]
- Эрика Макдермотт — Мэри Балджер
- Сиенна Миллер — Кэтрин Грейг (сцены вырезаны)[15]

## Производство
Первоначально режиссёром фильма был назначен Барри Левинсон, в процессе работы которого над сценарием из проекта ушёл Джонни Депп. После этого сценарий был передан Марку Меллоуку и Джезу Баттеруорту, которые взяли за основу книгу «Black Mass: The True Story of an Unholy Alliance Between the FBI and the Irish Mob». Фильм получил новое название — «Black Mass», в режиссёрское кресло сел Скотт Купер, известный по картинам «Сумасшедшее сердце» и «Из пекла», а Депп вновь вернулся в проект.
27 февраля 2014 года компания Warner Bros. выкупила права на международную дистрибуцию ленты, а также вложила средства в финансирование съёмок совместно с кинокомпанией Cross Creek. 22 мая 2014 года появилась информация, что вместо Гая Пирса роль Уильяма «Билли» Балджера — брата главного героя, исполнит Бенедикт Камбербэтч. 10 июня было объявлено, что одну из главных ролей исполнит Джереми Стронг. 14 июня Джеймс Руссо присоединился к актёрскому составу фильма, ему досталась роль Скотта Гарриолы — одного из агентов ФБР, который повязал Балджера. 26 июня Кевин Бейкон подписал контракт на роль Чарльза Макгуайера, специального агента ФБР в бостонском отделении организации и, по совместительству, босса Джона Коннолли. 1 июня к актёрскому составу присоединился Дэвид Харбор, он сыграет роль Джона Морриса — коррумпированного агента ФБР, напарника Джона Коннолли.

### Съёмочный процесс
Во время монтажа из фильма были вырезаны все сцены с участием Сиенны Миллер. По словам Купера, творческая команда ленты решила сосредоточиться на более ранних годах жизни героя Уайти Балджера, так как поздний период, связанный с его подругой Кэтрин Грейг (Сиенна Миллер) — менее драматичный. Постановщик отметил, что Миллер сыграла фантастически, но история её героини не вписалась в окончательный вариант сюжета.

## Восприятие
Кинокритик Газета.ru Иван Акимов написал следующее после просмотра дебютного трейлера: «уже по одному трейлеру понятно, насколько гениально актёр (совершенно неузнаваемый в портретном гриме) сумел воплотить этот образ».
На сайте Rotten Tomatoes фильм имеет рейтинг 75 % на основе 200 рецензий. На сайте Metacritic фильм получил 68 баллов из 100 на основе рецензий 41 критика.

## Награды и номинации
- 2016 — две номинации на премию «Сатурн»: лучший триллер, лучший грим (Джоэл Харлоу, Кенни Нидербаумер)
- 2016 — три номинации на премию «Спутник»: лучший фильм, лучшая мужская роль (Джонни Депп), лучший адаптированный сценарий (Джез Баттеруорт, Марк Меллоук)
- 2016 — номинация на премию «Выбор критиков» за лучшую мужскую роль (Джонни Депп)
- 2016 — номинация на премию Гильдии киноактёров США за лучшую мужскую роль (Джонни Депп)